# 페드루 바후스

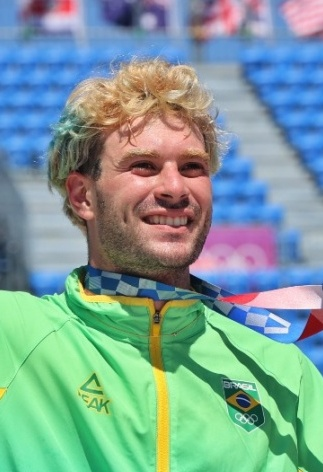
2020년 도쿄 올림픽에서

페드루 바후스(포르투갈어: Pedro Barros, 1995년 3월 15일 ~ )는 브라질의 스케이트보드 선수로, 페드리뉴 바후스(Pedrinho Barros)로도 알려져 있다. 산타카타리나주 플로리아노폴리스 출신. 2021년 열린 2020년 하계 올림픽 스케이트보드 남자 파크에서 은메달을 땄다.